# Hat-tricks em Copas das Confederações FIFA

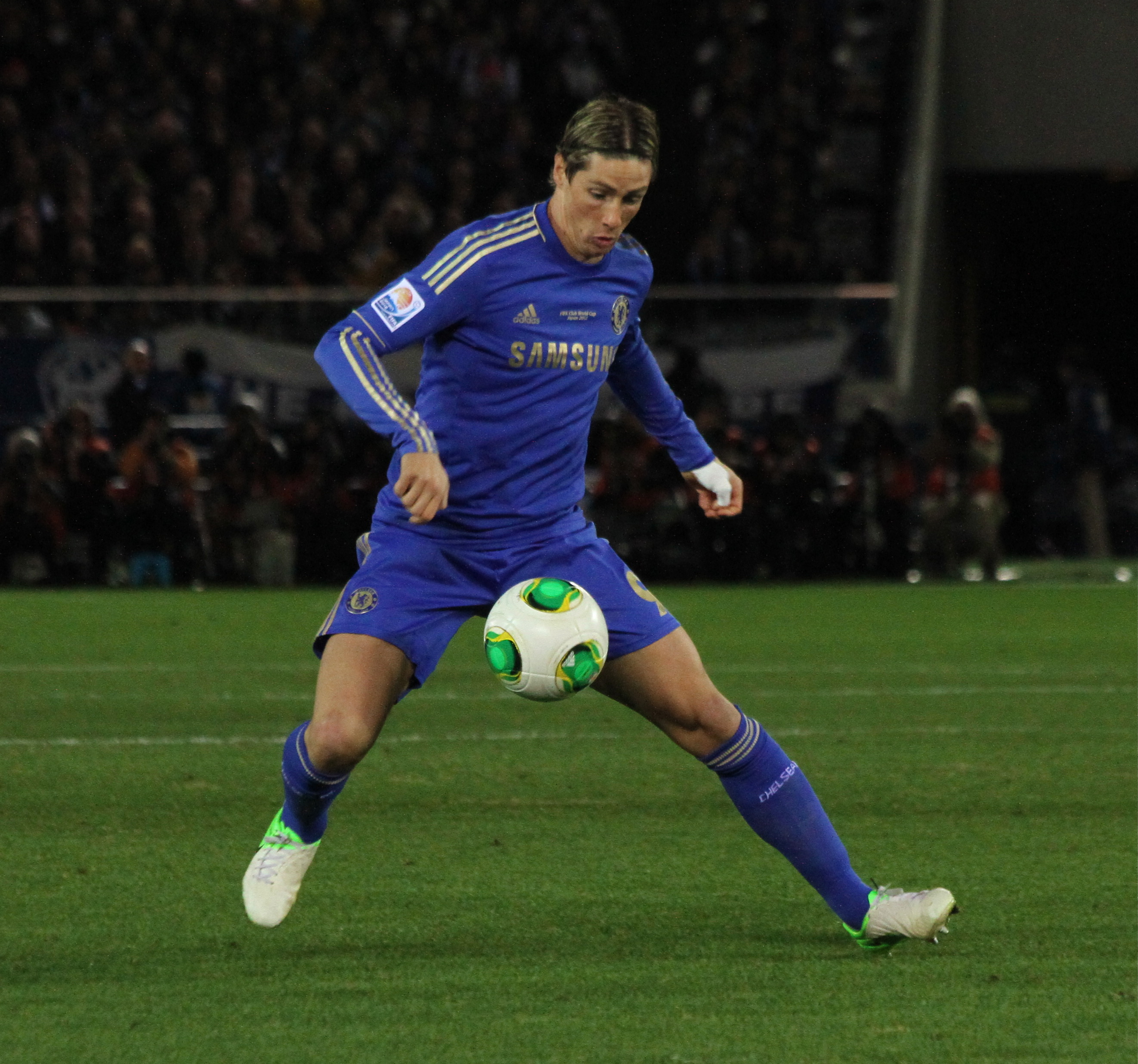
Fernando Torres (imagem), o único atleta a marcar dois hat-tricks em Copas das Confederações FIFA.

Esta é uma lista de hat-tricks em edições da Copa das Confederações FIFA. Considera-se um hat-trick quando um futebolista marca três ou mais gols durante uma mesma partida, sem contar gols em disputa de pênaltis após o término da partida. A Copa das Confederações FIFA é um torneio de futebol organizado pela Federação Internacional de Futebol (FIFA) entre seleções nacionais atualmente a cada quatro anos. Os participantes são os seis campeões continentais, além do país-sede e do campeão mundial, perfazendo um total de oito países. É escolhida uma única seleção para cada continente, com exceção da América, na qual integram o campeão da Copa Ouro e da Copa América.
Em toda a sua história, apenas doze hat-tricks foram registrados durante a Copa das Confederações. O primeiro hat-trick foi registrado no confronto entre República Checa e Emirados Árabes Unidos, no qual o atleta tcheco Vladimír Šmicer foi o autor de três gols na goleada por 6–1, durante uma partida da fase de grupos da Copa das Confederações de 1997. O único atleta a marcar dois hat-tricks foi o espanhol Fernando Torres, o qual alcançou tal feito marcando três gols diante da Nova Zelândia em 2009; e fazendo quatro gols contra o Taiti em 2013. Desde que o atual formato da competição é disputado, em apenas duas edições não houve nenhum hat-trick - na Copa das Confederações de 2001, sediada na Coreia do Sul e no Japão; e em 2003, realizada na França. A edição de 2013, com partidas disputadas no Brasil, foi a que teve o maior número de hat-tricks, com quatro no total. O último hat-trick foi marcado pelo jogador uruguaio Abel Hernández na vitória de 8–0 da sua equipe contra o Taiti em 2013.

## Hat-tricks
Legenda
| Cor | Significado                                           |
| --- | ----------------------------------------------------- |
|     | Indica o atleta que marcou quatro gols em uma partida |

| #  | Jogador           | Nº de gols | Minutos              | Seleção        | Resultado final | Adversário             | Competição          | Fase           | Data                   | Ref    |
| -- | ----------------- | ---------- | -------------------- | -------------- | --------------- | ---------------------- | ------------------- | -------------- | ---------------------- | ------ |
| 1  | Vladimír Šmicer   | 3          | 42', 68', 71'        | Tchéquia       | 6–1             | Emirados Árabes Unidos | Arábia Saudita 1997 | Fase de grupos | 17 de dezembro de 1997 | [ 3 ]  |
| 2  | Ronaldo           | 3          | 15', 27', 59' (pen.) | Brasil         | 6–0             | Austrália              | Arábia Saudita 1997 | Final          | 21 de dezembro de 1997 | [ 7 ]  |
| 3  | Romário           | 3          | 38', 53', 75'        | Brasil         | 6–0             | Austrália              | Arábia Saudita 1997 | Final          | 21 de dezembro de 1997 | [ 7 ]  |
| 4  | Cuauhtémoc Blanco | 4          | 12', 19', 68', 77'   | México         | 5–1             | Arábia Saudita         | México 1999         | Fase de grupos | 25 de julho de 1999    | [ 8 ]  |
| 5  | Marzouk Al-Otaibi | 4          | 8', 34', 78', 85'    | Arábia Saudita | 5–1             | Egito                  | México 1999         | Fase de grupos | 29 de julho de 1999    | [ 9 ]  |
| 6  | Ronaldinho        | 3          | 11', 65', 90+2'      | Brasil         | 8–2             | Arábia Saudita         | México 1999         | Semifinais     | 18 de agosto de 1999   | [ 10 ] |
| 7  | Luciano Figueroa  | 3          | 12', 53', 89'        | Argentina      | 4–2             | Austrália              | Alemanha 2005       | Fase de grupos | 18 de julho de 2005    | [ 11 ] |
| 8  | Fernando Torres   | 3          | 6', 14', 17'         | Espanha        | 5–0             | Nova Zelândia          | África do Sul 2009  | Fase de grupos | 14 de junho de 2009    | [ 4 ]  |
| 9  | Nnamdi Oduamadi   | 3          | 10', 26', 76'        | Nigéria        | 6–1             | Taiti                  | Brasil 2013         | Fase de grupos | 17 de junho de 2013    | [ 12 ] |
| 10 | Fernando Torres   | 4          | 5', 33', 57', 78'    | Espanha        | 10–0            | Taiti                  | Brasil 2013         | Fase de grupos | 20 de junho de 2013    | [ 5 ]  |
| 11 | David Villa       | 3          | 39', 49', 64'        | Espanha        | 10–0            | Taiti                  | Brasil 2013         | Fase de grupos | 20 de junho de 2013    | [ 5 ]  |
| 12 | Abel Hernández    | 4          | 2', 24', 45+1', 67'  | Uruguai        | 8–0             | Taiti                  | Brasil 2013         | Fase de grupos | 23 de junho de 2013    | [ 6 ]  |

## Estatísticas
| Seleção        | Hat-tricks marcados |
| -------------- | ------------------- |
| Brasil         | 3                   |
| Espanha        | 3                   |
| Arábia Saudita | 1                   |
| Argentina      | 1                   |
| México         | 1                   |
| Nigéria        | 1                   |
| Tchéquia       | 1                   |
| Uruguai        | 1                   |
| Total          | 12                  |

| Seleção                | Hat-tricks sofridos |
| ---------------------- | ------------------- |
| Taiti                  | 4                   |
| Austrália              | 3                   |
| Arábia Saudita         | 2                   |
| Egito                  | 1                   |
| Emirados Árabes Unidos | 1                   |
| Nova Zelândia          | 1                   |
| Total                  | 12                  |

| Edição | Hat-tricks feitos |
| ------ | ----------------- |
| 1997   | 3                 |
| 1999   | 3                 |
| 2001   | 0                 |
| 2003   | 0                 |
| 2005   | 1                 |
| 2009   | 1                 |
| 2013   | 4                 |
| 2017   | 0                 |
| Total  | 12                |